# Hohentramm
Hohentramm este o comună din landul Saxonia-Anhalt, Germania.